# Aignay-le-Duc
Aignay-le-Duc is een gemeente in het Franse departement Côte-d'Or (regio Bourgogne-Franche-Comté) en telt 393 inwoners (2004). De plaats maakt deel uit van het arrondissement Montbard.

## Geografie
De oppervlakte van Aignay-le-Duc bedraagt 25,3 km², de bevolkingsdichtheid is 15,5 inwoners per km².
De onderstaande kaart toont de ligging van Aignay-le-Duc met de belangrijkste infrastructuur en aangrenzende gemeenten.

## Demografie
Onderstaande figuur toont het verloop van het inwonertal (bron: INSEE-tellingen).

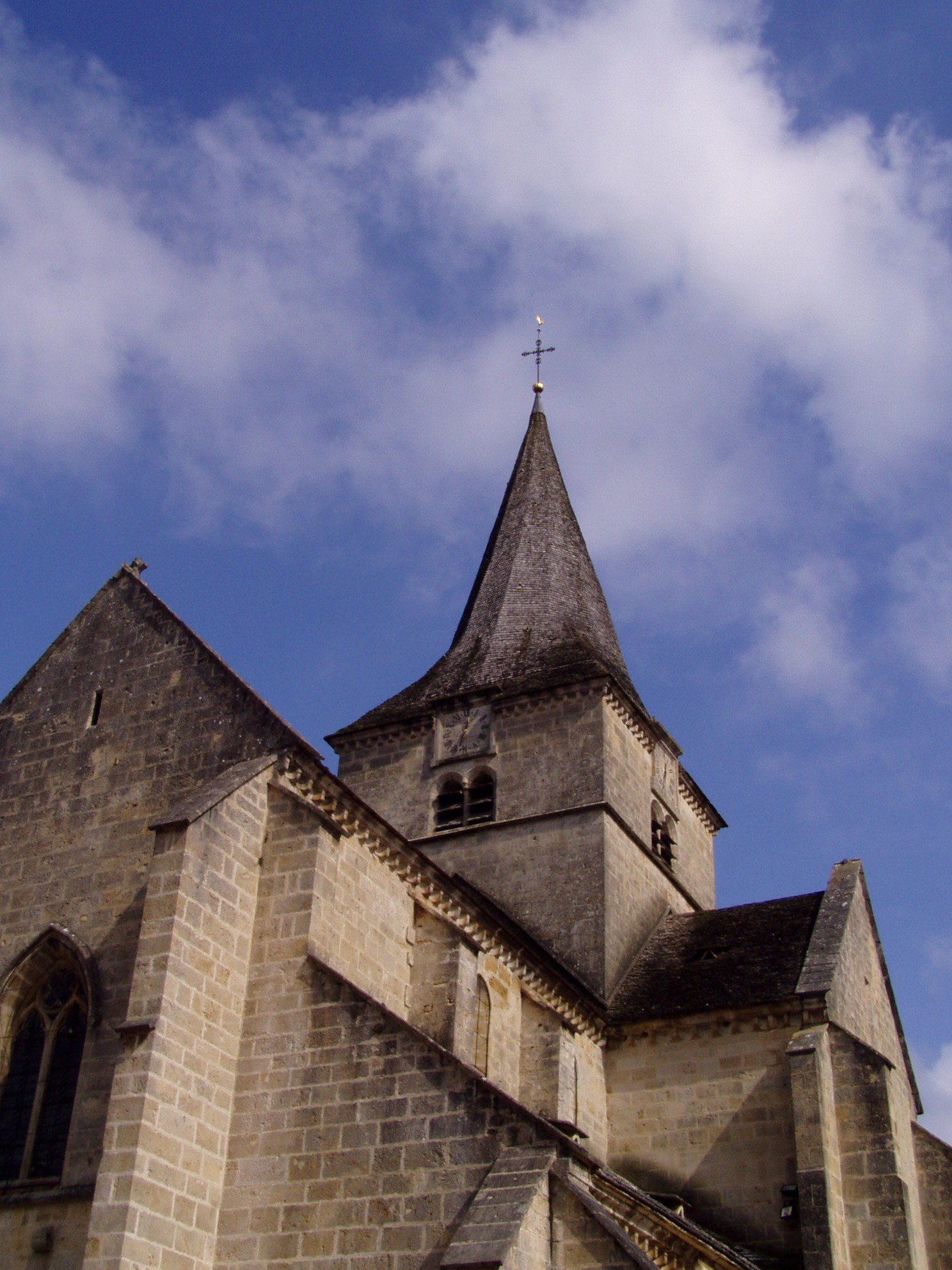
De gedraaide toren van de Saint-Pierre et Saint-Paul